# Winx Club : La Magie est de Retour
Winx Club : La Magie est de Retour (Winx Club: The Magic Is Back), ou simplement Winx Club, est une série télévisée d'animation italienne pour la jeunesse créée par Iginio Straffi et dont la diffusion est prévue pour le 8 septembre 2025 sur Rai 2
Il s'agit d'un reboot de la série d'animation Winx Club, diffusée entre 2004 et 2019. Elle utilise entièrement la technique d'animation 3D, contrairement à la série originale, qui utilisait partiellement cette technologie dans certaines saisons, mais utilisait majoritairement l'animation traditionnelle.
Elle suit les aventures d'un groupe composé de six fées : Bloom, Stella, Flora, Musa, Tecna et Layla. Elles étudient à Alféa, une école se trouvant sur Magix, une planète de la Dimension Magique. Les six camarades forment une équipe appelée les Winx et doivent régulièrement affronter des forces maléfiques.
Dans le reste du monde, incluant les pays francophones, la série sera diffusée à partir du 2 octobre 2025 sur le service Netflix. En France, elle sera également rediffusée à la télévision sur TF1 dans le bloc Tfou.

## Synopsis
La série suit les aventures d'un groupe de six fées qui se fait appeler les Winx. Il est composé de Bloom, Stella, Flora, Musa, Tecna et Layla. Les Winx étudient à Alféa, une école se trouvant sur Magix, une planète de la Dimension Magique. Elles doivent régulièrement affronter des forces maléfiques.

## Distribution
| Personnages            | Voix originales   | Voix francophones |
| Les Winx               | Les Winx          | Les Winx          |
| ---------------------- | ----------------- | ----------------- |
| Bloom                  | Letizia Ciampa    | À venir           |
| Stella                 | Perla Liberatori  | À venir           |
| Flora                  | Ilaria Latini     | À venir           |
| Musa                   | Gemma Donati      | À venir           |
| Tecna                  | Domitilla D'Amico | À venir           |
| Layla (Aisha)          | Laura Lenghi      | À venir           |
| Les Spécialistes       |                   |                   |
| Sky                    | À venir           | À venir           |
| Brandon                | À venir           | À venir           |
| Riven                  | À venir           | À venir           |
| Timmy                  | À venir           | À venir           |
| Les Trix               |                   |                   |
| Icy                    | À venir           | À venir           |
| Darcy                  | À venir           | À venir           |
| Stormy                 | À venir           | À venir           |
| Les Professeurs        |                   |                   |
| Faragonda              | À venir           | À venir           |
| Griffin                | À venir           | À venir           |
| Les autres personnages |                   |                   |
| Daphne                 | À venir           | À venir           |
| Vanessa                | À venir           | À venir           |
| Mike                   | À venir           | À venir           |
| Mitzi                  | À venir           | À venir           |

## Production

### Développement
En 2019, la série d'animation Winx Club lance sa huitième saison avec un redesign complet des personnages afin de cibler les enfants âgé de deux à cinq ans, alors que les précédentes saisons ciblaient les plus de six ans et les préadolescents. Cette saison connait un accueil mitigé et la série n'est pas renouvelée pour une neuvième saison. En 2022, Iginio Straffi dévoile finalement qu'un reboot de la série est en développement.
Dans un premier temps, Straffi envisage de changer le format de cette nouvelle série. Le premier projet s'intitule Winx Club Shorts et devait être composé d'épisodes courts et utiliser l'animation 3D. Des premiers visuels sont dévoilés par Rainbow lors de salons et quelques produits dérivés avec les nouveaux designs de Bloom, Stella et Flora, dont des Kinder Surprise, sont produits. Néanmoins, en 2023, Straffi dévoile que le studio change de direction et que cette nouvelle série conservera finalement le même format que la série originale avec des épisodes durant environs 24 minutes. Il est également confirmé que ce second projet conserve l'animation 3D mais que les design seront différents de ceux crées pour le projet Winx Club Shorts.
Les premières images de la série sont dévoilées à la Comic-Con de Naples en 2024. Le studio Rainbow décrit le reboot comme une « saga fantastique moderne », mélangeant le ton des premières saisons de la série originale avec des thèmes contemporains,,. Comme la série originale, les chaînes du groupe Rai, qui co-produit la série via sa filiale Rai Kids, sera en charge de la diffusion italienne de la série. Elle sera également diffusée sur le service Netflix, qui sera le principal diffuseur de la série à l'international, en dehors de quelques pays, dont le Royaume-Uni, où elle sera diffusée sur des chaînes locales. Dans certains pays, dont la France, la série sera à la fois diffusée sur des chaînes de télévision locales et sur Netflix.

### Musique
La chanson de transformation des Winx, intitulée Forever Winx, est interprétée la chanteuse italienne Virginia Bocelli, la fille du chanteur Andrea Bocelli.

### Fiche technique
- Titre original : Winx Club: The Magic Is Back
- Titre francophone : Winx Club : La magie est de retour
- Création : Iginio Straffi
- Producteur délégués : Joanne Lee
- Sociétés de production : Rainbow S.p.A. et Rai Kids
- Sociétés de distribution : Rainbow S.p.A.
- Pays d'origine :  Italie
- Langue originale : italien
- Format : couleur - 1080p (HDTV)
- Genre : Fantastique
- Durée : 24 minutes

 Sauf indication contraire, les informations mentionnées dans cette section peuvent être confirmées par la base de données cinématographiques IMDb,  présente dans la section « Liens externes ».